# Photochemische Verfahren
Photochemische Verfahren, auch Belichten, sind eine Gruppe der Fertigungsverfahren (nach DIN 8580), die zur Gruppe Stoffeigenschaften ändern zählen. Sie beruhen auf photochemischen Prozessen, also Wechselwirkungen zwischen Material und Licht.

## Anwendungen
- Belichtung des Fotomaterials in der Analogfotografie, der Vorgang der Projektion des von Objekten ausgehenden bzw. reflektierten Lichts mit Hilfe eines Objektivs und eines Verschlusses auf eine lichtempfindliche Schicht
- Belichtung im Druckwesen, ein Prozess in der Druckvorstufe, um aus den Steuerdaten nach der Rasterung eine materielle Bildstruktur zu erzeugen
- den Prozess der Erzeugung einer latenten Struktur in einer fotoempfindlichen Schicht (meist mittels Ultraviolett) bei der Fotolithografie